# Le Couronnement du héros vertueux
Le Couronnement du héros vertueux est un tableau de Pierre Paul Rubens, réalisé entre 1613 et 1614. Non signé, il a été commandé par la guilde des archers d'Anvers pour leur salle de banquet et se trouve maintenant à la Gemäldegalerie Alte Meister, au sein du Schloss Wilhelmshöhe de Cassel.

## Description
Dans un  grand format de 160,5 × 263 cm, la composition montre un général romain couronné par Niké avec les lauriers de la victoire et foulant aux pieds un barbare lié et une personnification de la Discorde (représentée avec des serpents en guise de cheveux). À sa droite se trouve le génie de l'Harmonie, qui lui présente un faisceau de flèches liées (symbolisant la Paix). Le personnage de droite est un gardien de la religion, en raison du feu éternel qui brûle sur l'autel à côté de lui. Derrière l'autel se trouve une étoffe rouge et blanche, faisant référence à la maison régnante des Habsbourg et affirmant ainsi la loyauté de la guilde envers cette maison.

## Histoire
Guillaume VIII, landgrave de Hesse-Cassel, acquiert le tableau entre 1730 et 1760 pour l'ajouter à sa collection de peintures hollandaises au palais Bellevue, dans le quartier Oberneustadt (de) de Cassel.
Lorsque le tableau Abraham et Melchisédech est acquis, il est considéré comme un pendant du Couronnement du héros vertueux dans l'inventaire de la galerie du landgrave.
La paix de Tilsit en 1807 fait de Cassel la capitale du royaume de Westphalie, dirigé par Jérôme Bonaparte. Plus tard cette année-là, le frère de Jérôme, Napoléon Ier, s'approprie le tableau et l'affecte à la salle du Sacre du château de Versailles. En 1813, le général Czerniczew force Jérôme Bonaparte à fuir et des négociations commencent pour la restitution de ce tableau et d'autres confisqués par Napoléon. Jacob Grimm (alors secrétaire de légation) joue un rôle déterminant dans le retour du Rubens, qui a eu lieu en décembre 1815.
Entre 1878 et 1943, le tableau se trouve à la Neue Galerie (de) de Cassel. En 1943, le tableau est déplacé dans un entrepôt ailleurs, car le bâtiment est gravement endommagé lors d'un bombardement allié. En 1956, le tableau est transféré au siège temporaire du Landesmuseum jusqu'en avril 1974, où il retourne à Cassel, initialement dans le Corps de Logis du château Wilhelmshöhe.